# Inti Raymi

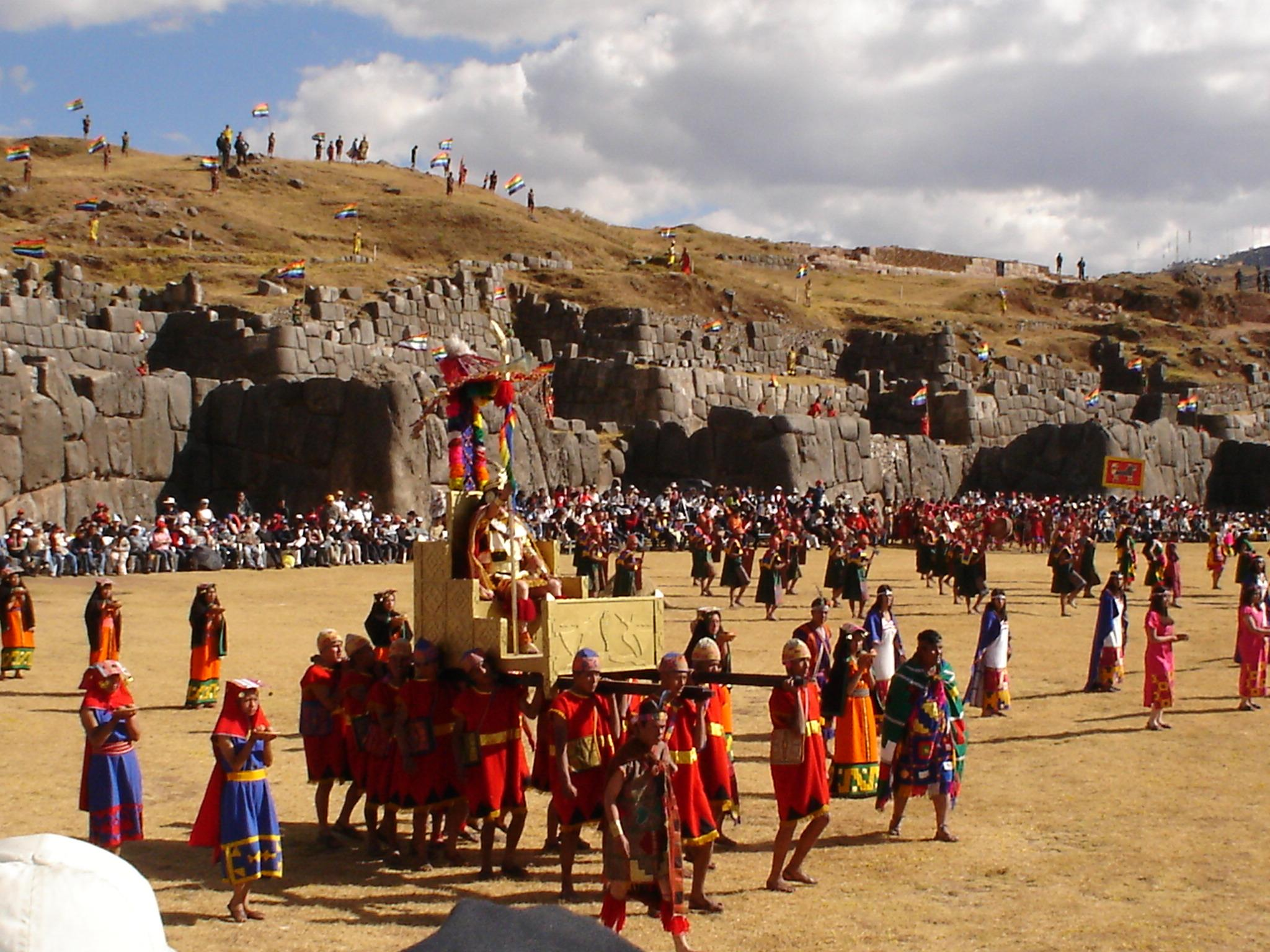
Inti Raymi, Sacsayhuamán, Cuzco

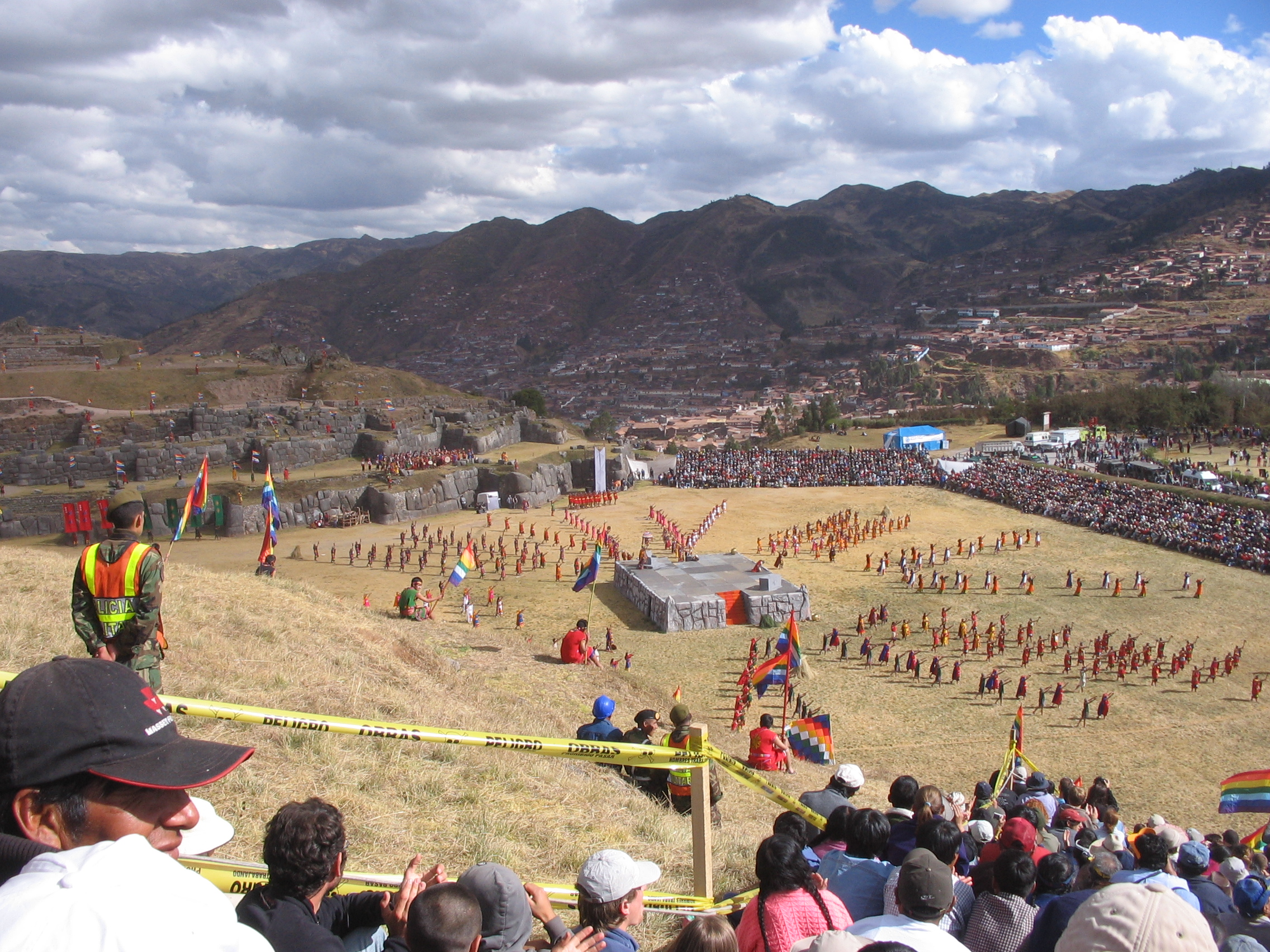
Inti Raymi, Sacsayhuamán, Cuzco (2007/06/24)

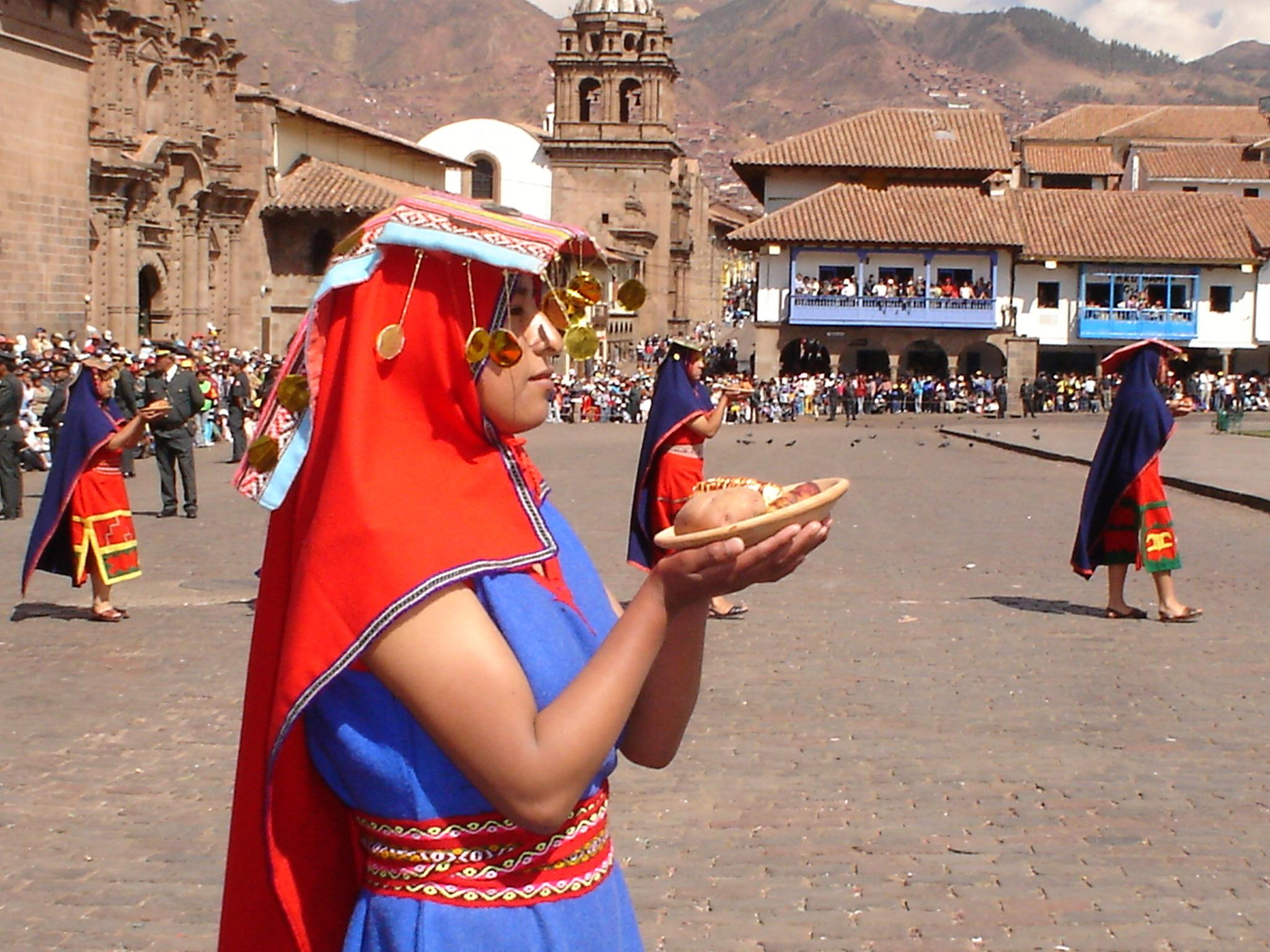
Inti Raymi, Cuzco, Huacaypata, 2005

Inti Raymi (vertaling "Festival van de zon") was een religieuze ceremonie van het Inca-rijk ter ere van de god Inti, een van de meest aanbeden goden van de Inca's. Volgens Garcilaso de la Vega creëerde Sapa Inca Pachacuti Inti Raymi om de kortste dag te vieren. Sinds 1944 wordt Inti Raymi jaarlijks op 24 juni gevierd met een show bij Sacsayhuamán, een toeristische bezienswaardigheid.
Hierna wordt de Sapa Inca op een imposante gouden stoel via Plaza de Armas gedragen naar de beroemde ruïne Sacsayhuamán, boven op een heuvel naast de stad. De deelnemers maken tijdens deze processie muziek, dansen en bidden. Ze strooien bloemen en vrouwen met bezems vegen boze geesten weg.
Om te voorkomen dat de zon volledig zou verdwijnen en om langer warmte en leven aan hun gewassen te kunnen geven, startten de Incas een spectaculaire ceremonie, waarbij ze de Zonnegod smeekten bij hen te blijven.
Acteurs dragen kleding in alle kleuren van de regenboog
Hier wordt vooral het traditionele hoofdgerecht Chirihuchu klaargemaakt. Dit is het typische gerecht van de stad Cusco, wat koude ají (chilipeper) betekent in het Quechua.
Als het nieuwe zonnejaar begint, op 24 juni, is het tijd voor een van de grootste evenementen van Zuid-Amerika: het spectaculaire Inti Raymi-festival in Peru.